# 乌恰镇 (库车市)
乌恰镇，是中华人民共和国新疆维吾尔自治区阿克苏地区库车市下辖的一个乡镇级行政单位。

## 行政区划
乌恰镇下辖以下地区：
萨克萨克社区、皮浪社区、二乌恰社区、喀拉玉吉买社区、萨喀古社区、大哈拉村、汗勒克艾日村、喀拉布喀村、一乌恰村、三乌恰村和吐孜鲁克墩村。